# Stephanie León
Stephanie León (født 15. oktober 1985 i København) er en dansk skuespiller. 
Hendes mor er dansk og hendes far er spansk. Stephanie León begyndte sin karriere i familiefilm og debuterede som den ene af de to tøser i Tøsepiger (1996). Året efter spillede hun Sofie i Sunes familie. I samme periode medvirkede hun i de to julekalendere Krummernes Jul fra 1996 og Brødrene Mortensens Jul fra 1998. Senere spillede hun med i flere socialrealistiske film som Bagland (2003), Råzone (2006) og Se min kjole (2009).
Efter en pause på seks år gjorde hun comeback i filmen Mødregruppen (2019).

## Udvalgt filmografi

### Film
| År   | Titel                  | Rolle             | Noter    |
| ---- | ---------------------- | ----------------- | -------- |
| 1996 | Tøsepiger              | Maj-Brit          |          |
| 1997 | Sunes familie          | Sofie Bendsen     |          |
| 1999 | Flugten fra Jante      | Agnes             |          |
| 2002 | Bertram og Co.         | Ann-Sofie Poulsen |          |
| 2003 | Bagland                | Mille             |          |
| 2005 | Solkongen              | Forbrændt pige    |          |
| 2005 | Louise                 | Christine         | Kortfilm |
| 2006 | Råzone                 | Cecilie           |          |
| 2006 | Sprængfarlig bombe     |                   |          |
| 2009 | Se min kjole           | Charlotte         |          |
| 2010 | Ud af mørket           | Milla             |          |
| 2010 | Karla og Jonas         | Cille             |          |
| 2011 | Labrador               | Stella            |          |
| 2012 | Far til fire - til søs | Amalie            |          |
| 2019 | Mødregruppen           | Caroline          |          |

### Tv-serier
| År   | Titel                   | Rolle                  | Noter        |
| ---- | ----------------------- | ---------------------- | ------------ |
| 1996 | Krummernes jul          | Nova                   | Julekalender |
| 1998 | Brødrene Mortensens jul | Elev i Wilhelms klasse | Julekalender |
| 2013 | Broen                   | Mathilde               | Sæson 2      |
| 2025 | Løgnen                  | Anette                 |              |